# Prunus divaricata
Prunus cerasifera là loài thực vật có hoa trong họ Hoa hồng. Loài này được Ledeb. miêu tả khoa học đầu tiên.

## Hình ảnh

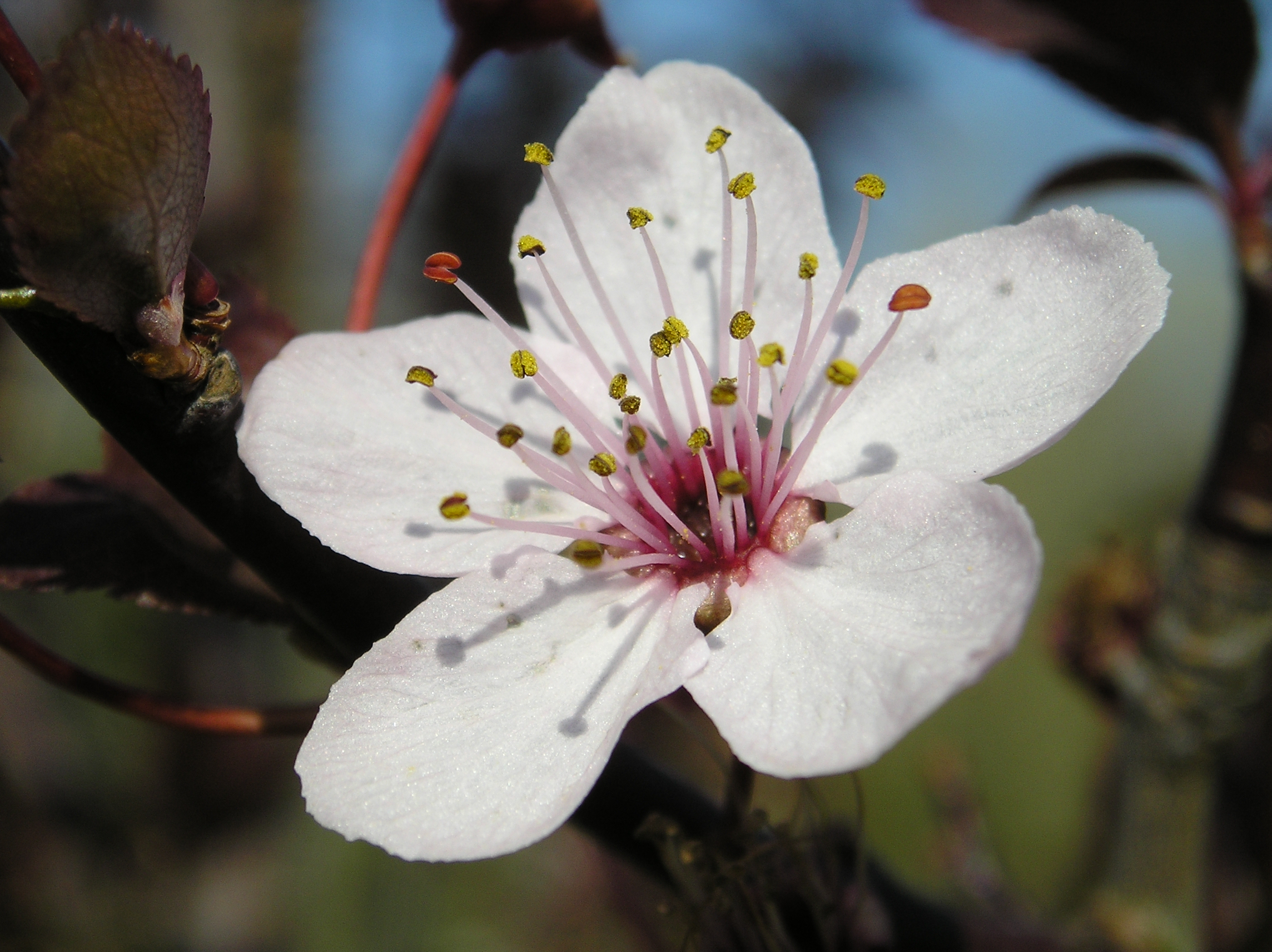
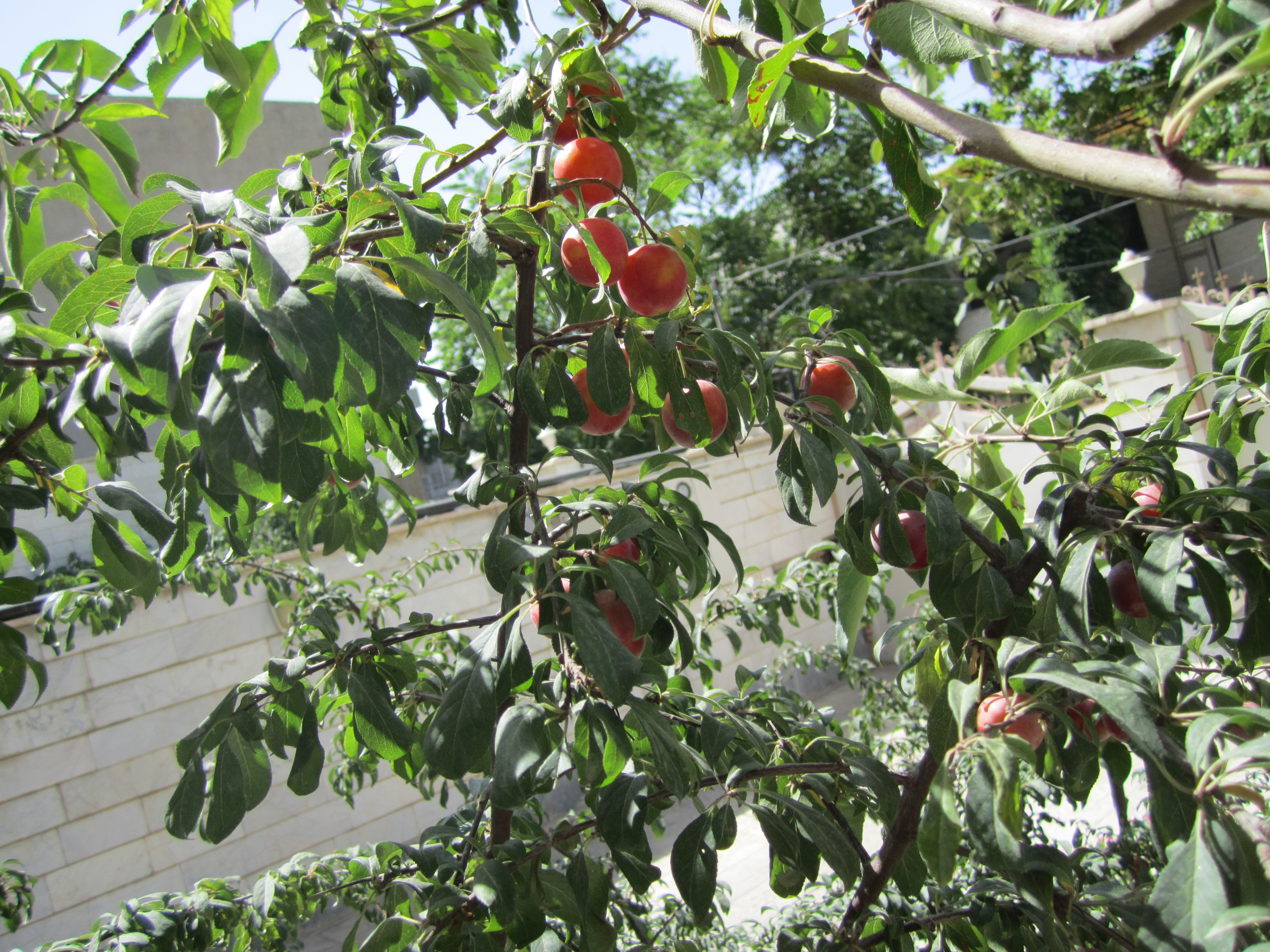
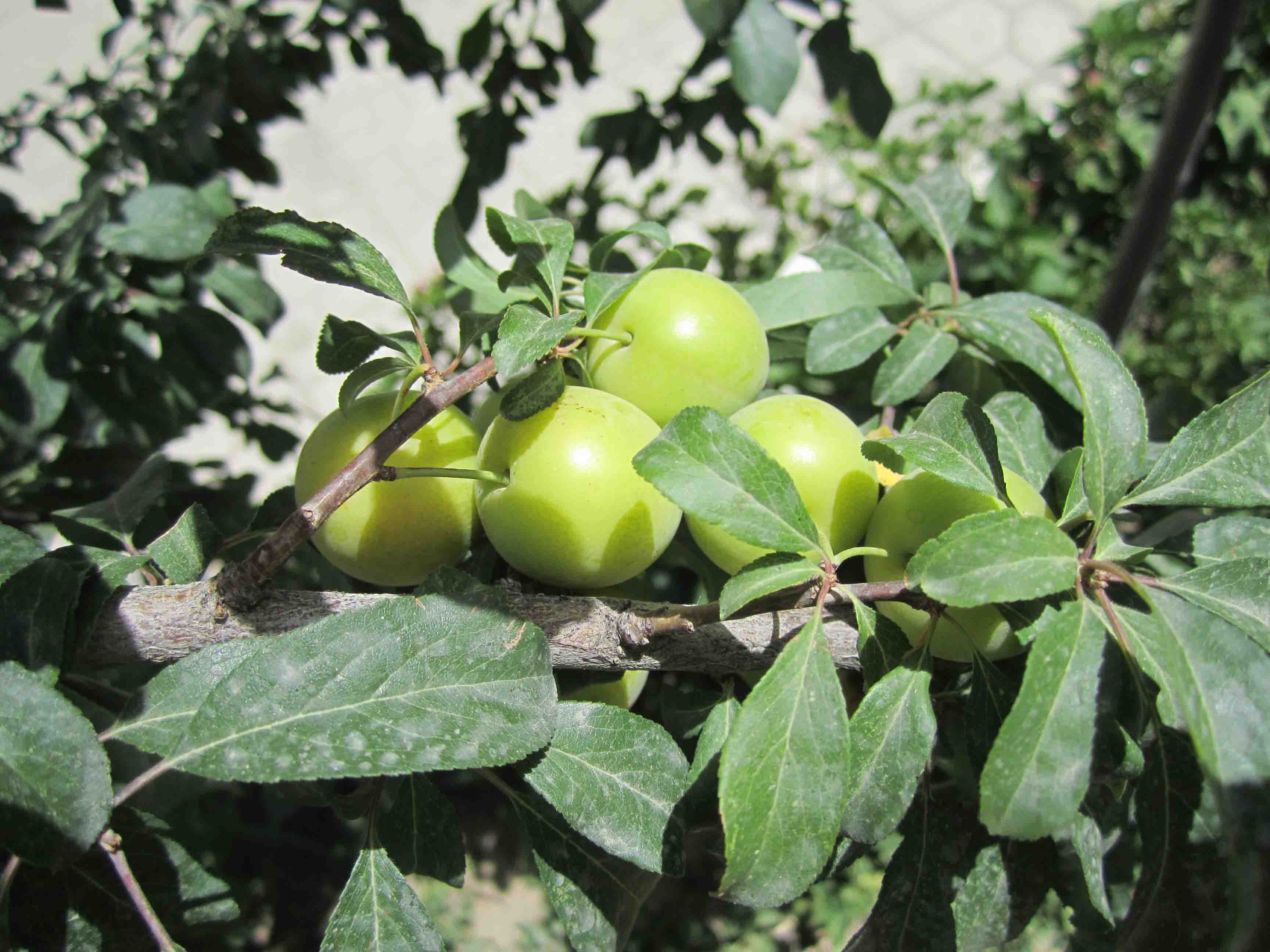
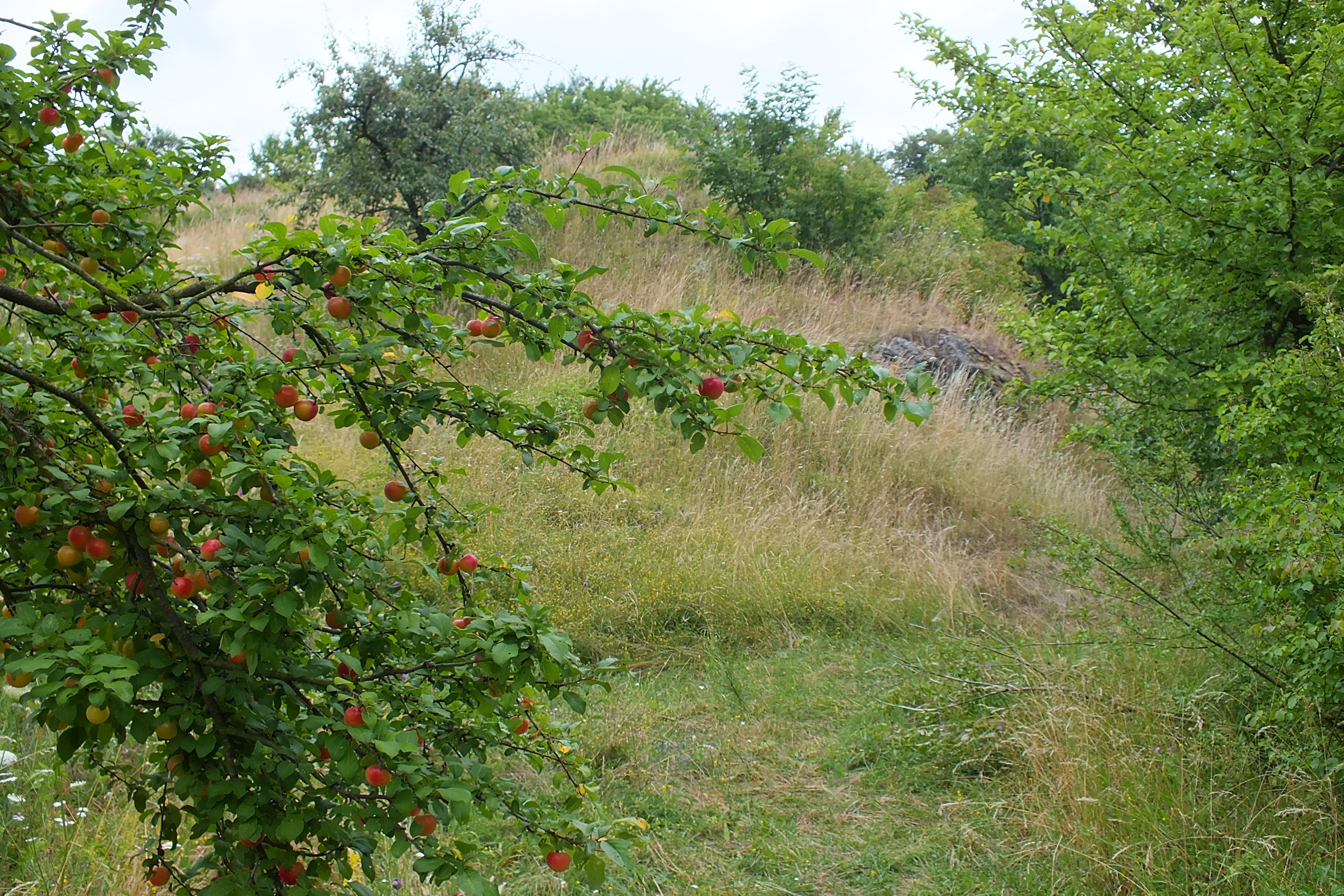